# Титанування
Титанува́ння (англ. titanizing) — хіміко-термічне зміцнювальне оброблення дифузійним насиченням поверхні металевих виробів титаном, яке забезпечує підвищення твердості, зносостійкості, корозійної та кавітаційної стійкості.

## Титанування сталей
Титанування застосовується для підвищення корозійної стійкості та кислотостійкості сталі. Титанування проводять у порошкових сумішах, у розплавах солей електролізним та безелектролізним способом, у паровій фазі з використанням вакууму, у газових сумішах і у пастах з нагріванням струмами високої частоти (СВЧ).
Різноманітні сталеві деталі титанують у суміші, що складається з 75 % порошку маловуглецевого FeTi, 15 % CaF2, 4 % NaF та 6 % HCl. Наприклад при насиченні з 0,3 % С протягом 8 годин за температури 1150 °C утворюється дифузійний шар товщиною 300—500 мкм з концентрацією титану у поверхневій зоні до 80 %. По границях зерен і всередині стовпчастих зерен цієї поверхневої зони міститься карбід титану, в результаті чого поверхнева мікротвердість досягає 22000 — 27000 МПа. Для титанування в умовах нагрівання СВЧ рекомендується паста з 70 % FeTi та 30 % Na3AlF6. При швидкості нагрівання 50 град/с, й витримуванні протягом 5…7 хв за температури 1150…1250 °C глибина титанованого шару на технічно чистому залізі становить ≈ 70 мкм.
Оскільки титан є активним карбідотвірним елементом при титануванні сталей та вуглецевмісних твердих сплавів, на поверхні утворюється шар з карбіду титану. Підвищення вмісту вуглецю у сталі веде до збільшення товщини покриття з карбіду титану, а збільшення вмісту хрому зменшує товщину покриття, так як хром уповільнює дифузію вуглецю в аустеніті. Тонке карбідне покриття завтовшки 8…18 мкм надійно працює на зношування при твердій основі. Сталі типу Х12 при охолодженні на повітрі після титанування гартуються до твердості 56…61 HRC. Деталі зі сталей ШХ15, 9ХС, ХВГ, У12 та ін. після титанування слід зміцнювати загартуванням для підвищення твердості підкладки. При цьому деталі повинні бути невеликих розмірів, щоб уникнути в шарі тріщин при гартуванні. Так як карбід титану легко окиснюється при нагріванні на повітрі, необхідно нагрівання під загартування проводити в вакуумі або в захисних середовищах. У разі необхідності карбідне покриття можна полірувати алмазною чи ельборовою пастами із зняттям шару товщиною 2…3.мкм.
Після титанування різноманітного формувального інструменту із сталей Х12, Х12М, Х12Ф (пуансони а матриці) в умовах виробничих випробувань отримано підвищення стійкості у 3…10 разів. Мікротвердість карбідного шару на твердій підкладці досягала 30000…40000 МПа.
Титанування значно покращує стійкість до корозії, наприклад корозійна стійкість конструкційної сталі звичайної якості (Ст3) після титанування виявилась вищою ніж сталі 12Х18Н10Т. Титанування підвищує довговічність деталей, що працюють у морській воді, деталей текстильного та харчового машинобудування. В окремих випадках можливою є заміна дорогої хромонікелевої сталі на титановану сталь Ст3.

## Титанування чавуну
Для титанування чавуну застосовують суміш з 25 % Ti, 50 % MgO, 15 % Mg та 10 % MgCl2. Розроблено два варіанти електролізного титанування. За першим варіантом титанування проводять у титановому тиглі, яки одночасно є розчинним анодом, в електроліті KCl—NaCl—TiCl2 при концентрації TiCl2 у перерахуванні на титан ~5 %. Над дзеркалом ванни створюється захисна атмосфера аргону. Оптимальна густина струму встановлюється 0,1…0,3 А/см3 залежно від температури перебігу процесу, яка коливається в межах 800…900 °C. За другим варіантом електролізне титанування проводять за відсутності розчинного татанового анода у розплаві з 16 % К2TiF6 та 84 % NaCl. Анодом у цьому випадку слугує графіт, а над дзеркалом ванни створюється атмосфера аргону. Температура перебігу процесу 850…900 °C, напруга 3…6 В і густина струму 0,95 А/см3. У цю ванну рекомендують також уводити титанову губку.

## Титанування твердих сплавів
При титануванні спечених твердих сплавів (ТТ10К8Б, ТТ7К12, Т14К8 та ін.) на поверхні різцевих пластин отримують шар карбіду титану товщиною 3…6 мкм. Формування такого шару відбувається за рахунок вуглецю, розчиненого у кобальтовій фазі, який постачається через цю фазу від карбідів сплаву.
Титановані пластини різального інструменту показали у 2,5…4 рази більшу стійкість, ніж пластини без покрить, а мікротвердість не перевищувала 28000 МПа, так як оптимальний карбідний шар малої товщини частково протискувався при вимірюванні мікротвердості. Короткочасна цементація твердосплавних пластин перед титануванням дозволяє отримати найвищу стійкість їх при точінні.

## Титанування інших металевих матеріалів
Титановані дифузійні шари товщиною 2,5…3 мм підвищують кислототривкість міді у 30 разів, латуні у 7…10 разів і силуміну у 10…12 разів, а кавітаційну стійкість латуні у 17…20 разів, бронзи у 30 разів, і силумінів у 25…30 разів. Насичення силуміну титаном проводиться при 300…500 °C протягом 6…10 годин у суміші порошків титану, плавикового шпату і фтористого натрію. Мідь, латунь і бронзу насичують 700 °C протягом 6 годин у суміші феротитану, плавикового шпату та фтористого натрію.